# Barra d'eines de Windows Live
La barra d'eines de Windows Live era una barra d'eines d'extensió del navegador per a Internet Explorer. Va substituir la barra d'eines de cerca de MSN. La barra d'eines de Windows Live proporciona una interfície de cerca senzilla que comença a llistar els resultats a mesura que l'usuari escriu una consulta de cerca i utilitza Bing com a motor de cerca. La barra d'eines també permet als usuaris sincronitzar els seus preferits d'Internet Explorer en diversos ordinadors i proporciona una interfície per als serveis de Windows Live i MSN .
Microsoft també va afegir més eines a la barra d'eines de Windows Live adquirint Onfolio i integrant-la a la barra d'eines de Windows Live. Fundat per JJ Allaire, cofundador de Allaire Corporation i creador del llenguatge de programació ColdFusion, juntament amb Adam Berrey i Charles Teague, Onfolio era una eina de recerca en línia que es podia utilitzar per recollir dades del web i fer anotacions com ara entinta i ressaltat de text. Onfolio es pot utilitzar per descarregar pàgines en línia per visualitzar-les fora de línia, inclosos fitxers de documents com Adobe PDF. També es pot utilitzar com a lector RSS. Els usuaris podien compartir la informació i els canals recopilats per Onfolio per correu electrònic i blocs. Després que Microsoft va adquirir Onfolio, va integrar el producte amb la barra d'eines de Windows Live, que era l'única manera d'obtenir Onfolio. Tanmateix, a l'agost de 2008, Microsoft va anunciar que l'Onfolio s'havia interromput.
Les versions anteriors de la barra d'eines de Windows Live també proporcionaven un emplenat de formularis i un visualitzador de ressaltats, però aquestes funcions s'han eliminat. La barra d'eines de Windows Live s'inclou amb la versió "Wave 3" de Windows Live Essentials. Tanmateix, ja no forma part de la versió "Wave 4" de Windows Live Essentials (publicat el 30 de setembre de 2010 ); es substitueix per Bing Bar. Segons Microsoft, la barra d'eines de Windows Live es va suspendre oficialment el 31 de març de 2011.
L'opció de sincronització de Favorits d'IE s'incloïa anteriorment com a favorites.live.com i després a la barra d'eines de Windows Live, ara forma part de la suite Windows Live Essentials, a la solució Windows Live Mesh.